# Anselmo Pardo Alcaide
Anselmo Pardo Alcaide (Melilla, 18 de septiembre de 1913 - Córdoba, 20 de julio de 1977) fue un entomólogo y coleopterólogo español.
En 1933, tras obtener el título de Maestro de Primera Enseñanza, comenzó su vida profesional en la Escuela Nacional de niños Francisco Ferrer Guardia. En 1934 ingresa en el Magisterio Nacional tras ganar las oposiciones; su primer destino (1935) fue en Ronda (Málaga), pero en el año siguiente consiguió el definitivo en el Grupo Escolar Virgen de la Victoria, en su ciudad natal.
Durante toda su vida compaginó su labor como docente con sus estudios entomológicos. Publicó su primer artículo científico en 1936, a los 23 años de edad, en el que describió su primera especie nueva para la ciencia, Aphodius ambrosi (Coleoptera, Scarabaeidae) del norte de Marruecos. A este artículo siguieron otros 79, en los que describió otros 145 taxones, mayoritariamente de las familias Meloidae, Melyridae, Lycidae, Drilidae, Cleridae, Buprestidae, Oedemeridae, Tenebrionidae, Glaresidae, Cerambycidae y Curculionidae. Pardo Alcaide llegó a ser una autoridad mundial en las familias Meloidae y Melyridae-Malachiinae.
Efectuó numerosas misiones científicas en las que recolectó especímenes para sus estudios; fueron particularmente importantes los que realizó en diferentes regiones de Marruecos, como el Rif (protectorado español de Marruecos) y el Sahara español; también exploró repetidamente Andalucía.
En 1978 recibió a título póstumo el grado de Encomienda de la Orden Civil de Alfonso X el Sabio en reconocimiento a sus méritos científicos. En 1979 se dio su nombre a un nuevo colegio inaugurado en Melilla, el Colegio de Educación Infantil y Primaria Anselmo Pardo.

## Abreviatura (zoología)
La abreviatura Pardo Alcaide  se emplea para indicar a Anselmo Pardo Alcaide como autoridad en la descripción y taxonomía en zoología.